# Bristol Centaurus
El Centaurus fue el último desarrollo de la serie de motores con válvulas de camisa de la Bristol Engine Company, con 18 cilindros en doble estrella que entregaba más de 3.000 hp (2,2 MW). Fue unos de los motores de aviación de pistones más grandes en entrar en producción, y fue puesto en servicio hacia el final de la Segunda Guerra Mundial.
El Royal Navy Historic Flight actualmente opera un Hawker Sea Fury, motorizado con el Bristol Centaurus.

## Diseño y desarrollo
Como muchos diseños de Bristol Engines, el Centaurus estaba basado en la mecánica de un diseño anterior, en este caso en el "clásico" pistón de 146 mm del Jupiter de 1918. El pistón del Jupiter se seguía usando en el Hercules de 14 cilindros contemporáneo, que estaba siendo puesto en producción durante el diseño del Centaurus.
El Centaurus tenía una capacidad de 53,6 litros, haciéndolo el motor de avión más grande en entrar en producción, mientras que el Hercules tenía 38.700 cc. Cerca del 40% del aumento de la capacidad fue alcanzada incrementando la carrera de 170 a 180 mm, y con dos estrellas de 9 cilindros en lugar de dos de siete, pero el diámetro total del Centaurus sólo creció un 6%.
Mientras que Bristol mantuvo al Centaurus fechado en 1938 (el año en que se hicieron las pruebas del motor), la producción no pudo empezar hasta 1942 debido a la necesidad de poner el Hercules en producción y mejorar la fiabilidad de la línea de motores entera. Tampoco había una necesidad real de motores más grandes en este punto de la guerra, cuando la mayoría de los diseños de aeronaves militares tenían la intención de montar motores de 1000 cv o un poco más. Era más simple adaptar los 1.500 cv del Hercules a los aviones existentes en producción.
De hecho, el Centaurus no vio ningún uso hasta casi el final de la guerra, apareciendo por primera vez en una versión agrandada del Vickers Wellington, el Warwick. Otras aplicaciones de tiempo de guerra, o de posguerra, incluyeron el Bristol Brigand y el Buckmaster, el Hawker Tempest y el Sea Fury, y el Blackburn Firebrand y el Beverley. El motor también se usó en aviones civiles de posguerra, incluido el malogrado Bristol Brabazon.
Hacia el final de la guerra en Europa, Bristol había producido alrededor de 2500 ejemplares del Centaurus.
Una versión proyectada de mayor capacidad del Centaurus fue diseñada por Roy Fedden, produciéndose cilindros para este motor, pero nunca fue construido. Conocido como el Bristol Orion (el nombre fue usado anteriormente para una variante del motor Jupiter) este desarrollo tenía también 18 cilindros en doble estrella, con el desplazamiento incrementado a 67,9 litros.

## Variantes
El Centaurus fue producido en 34 variantes distintas, abarcando desde los 2.000 hp (1.490 kW) del Centaurus I a 2.405 hp (1.793 kW) del Centaurus 663 para el avión comercial Airspeed Ambassador. Las variantes más potentes fueron los Centaurus 170, 173, 660, 661 y 662 de 2.625 hp (1.957 kW).

## Aplicaciones

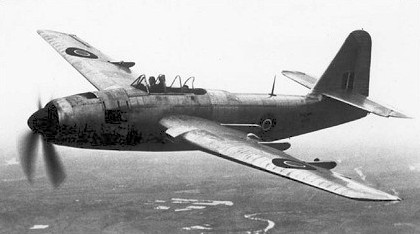
Fairey Spearfish con motor Bristol Centaurus.

Nota:
- Airspeed Ambassador
- Blackburn Beverley
- Blackburn Firebrand
- Blackburn Firecrest
- Breda BZ.308
- Bristol Brabazon
- Bristol Brigand
- Bristol Buckingham
- Bristol Buckmaster
- Fairey Spearfish
- Folland Fo.108
- Hawker Fury
- Hawker Sea Fury
- Hawker Tempest
- Hawker Tornado
- Short Shetland
- Short Solent
- Vickers Warwick

## Sobrevivientes
El Royal Navy Historic Flight opera un Hawker Sea Fury motorizado con un Bristol Centaurus.

## Motores en exhibición
- Imperial War Museum Duxford
- Midland Air Museum

## Especificaciones (Centaurus VII)
Datos de:Lumsden

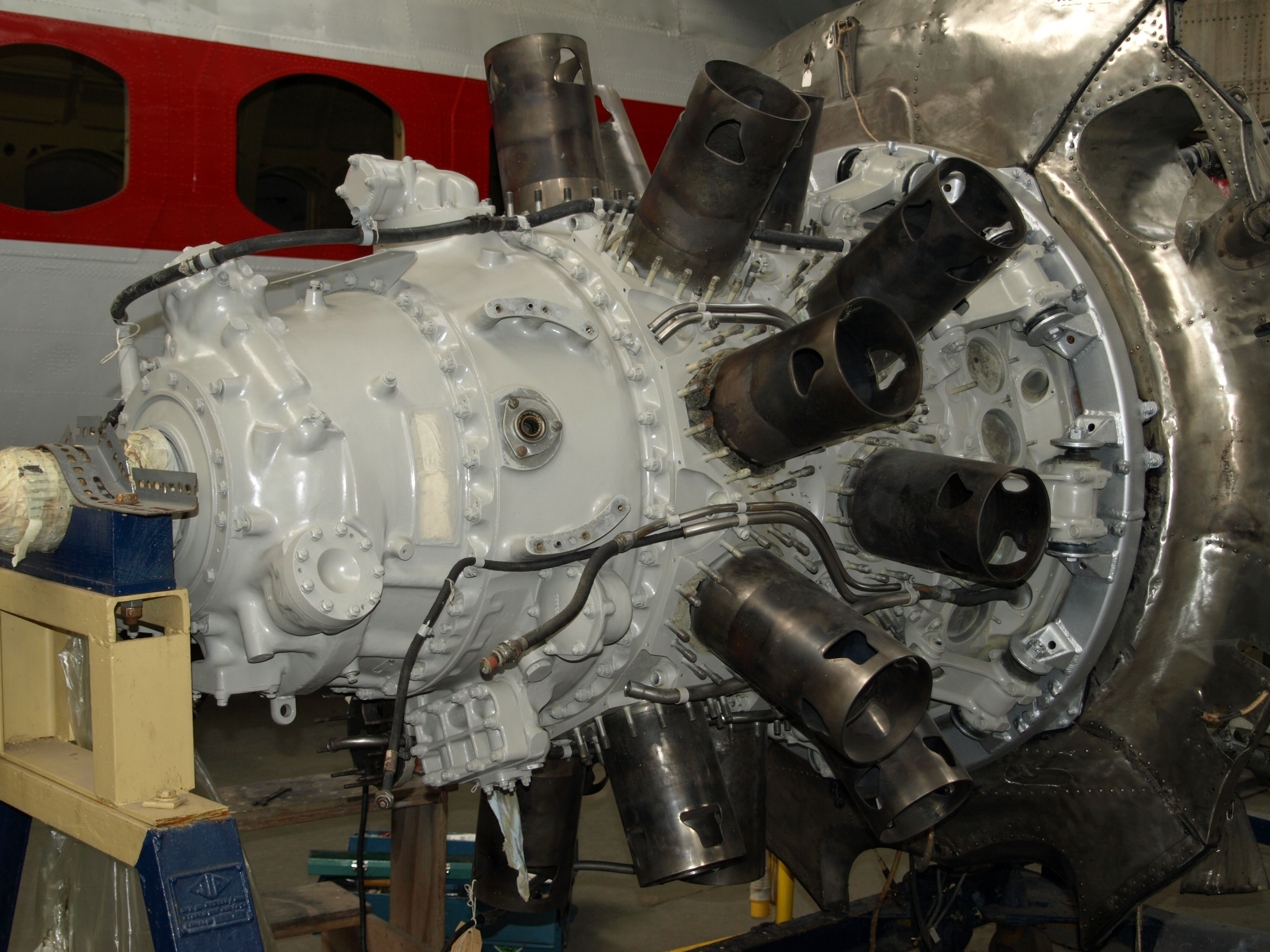
Centaurus con los cilindros removidos mostrando las válvulas de camisa.

- Tipo: motor radial de 18 cilindros, enfriado por aire, en doble estrella
- Diámetro: 146 mm
- Carrera: 177 mm
- Cilindrada: 53.600 cc
- Diámetro del motor: 1,405 mm
- Peso: 1.223 kg
- Válvulas: válvulas de camisa, cuatro lumbreras por camisa
- Compresor: centrífugo de dos velocidades y una etapa
- Alimentación: por inyección
- Combustible: gasolina de 100/130 octanos
- Refrigeración: por aire
- Potencia: 2.520 cv (1.880 kW) a 2.700 rpm
- Cilindrada/potencia: 47 cv/litro (35,1 kW/litro)
- Peso/potencia: 2,07 cv/kg (1,54 kW/kg)
- Compresión: 7,2:1